# Adamawa (staat)
Adamawa is een Nigeriaanse staat. De hoofdstad is Yola, de staat heeft 3.855.172 inwoners (2007) en een oppervlakte van 36.917 km².

## Geografie
De staat is gelegen in het oosten van Nigeria tegen de grens van Kameroen. In het zuiden ligt het Adamawagebergte en in het noorden het Mamdaragebergte, gescheiden van elkaar door de rivier de Benue, waar ook de hoofdstad Yola aan ligt. In de staat ligt ook het cultuurlandschap Sukur die op de werelderfgoedlijst staat van de UNESCO.

## Lokale bestuurseenheden
De staat is verdeeld in 21 lokale bestuurseenheden (Local Government Areas of LGA's).
Dit zijn:
| - Demsa - Fufore - Ganye - Girei - Gombi - Guyuk - Hong - Jada - Jimeta - Lamurde - Madagali |  | - Maiha - Mayo-Belwa - Michika - Mubi - Mubi-South - Numan - Shelleng - Song - Toungo - Yola |

Abia · Adamawa · Akwa Ibom · Anambra · Bauchi · Bayelsa · Benue · Borno · Cross River · Delta · Ebonyi · Edo · Ekiti · Enugu · Gombe · Imo · Jigawa · Kaduna · Kano · Katsina · Kebbi · Kogi · Kwara · Lagos · Nassarawa · Niger · Ogun · Ondo · Osun · Oyo · Plateau · Rivers · Sokoto · Taraba · Yobe · Zamfara
Federaal district: Federal Capital Territory